# Colledimacine
Colledimacine est une commune de la province de Chieti dans les Abruzzes en Italie.

## Administration
| Période                                  | Période  | Identité      | Étiquette    | Qualité |
| ---------------------------------------- | -------- | ------------- | ------------ | ------- |
| 5 juin 2016                              | En cours | SCHINA Andrea | lista civica |         |
| Les données manquantes sont à compléter. |          |               |              |         |

### Communes limitrophes
Lama dei Peligni, Lettopalena, Montenerodomo, Taranta Peligna, Torricella Peligna